# 올리비어 판 노르트
올리비어 판 노르트 (Olivier van Noort, 1558 – 1627.2.22.)는 네덜란드 상인 선장이자 해적이며, 네덜란드인 최초로 세계 일주 항해를 한 인물이다.
판 노르트는 1558년 네덜란트 위트레흐트(Utrecht)에서 태어났다. 네덜란드와 스페인 사이에 80년동안 전개되었던 네덜란드 독립전쟁(Dutch War of Independence) 혹은 80년 전쟁(Eighty Years' War) 기간(1567-1648) 중인 1598년 7월 2일, 그는 선박 4척을 이끌고 로테르담(Rotterdam)에서 출항하였다. 목적은 태평양의 스페인 통치령을 공격하고, 중국과 말루쿠제도(Maluku Islands)와 무역하고자 하는 것이었다. 그의 배들은 장비가 제대로 갖춰지지 않았으며 특히 무장이 제대로 되지 못하였다. 또한 선원들 역시 통제되지 못하였다.
그럼에도 판 노르트는 마젤란 해협(Magellan Strait)을 통과항해하였고, 남미 태평양 연안에서 스페인 등의 선박들을 나포하였다. 항해 도중 그는 폭풍우로 인하여 선박 2척을 잃었다. 그중 가장 큰 배인 헨드릭 프레드릭(Hendrick Frederick) 호는 말루쿠 제도 테르나테(Ternate)에서 죄초되었다. 1600년 11월과 12월, 그는 남아있는 범선 2척인 모리셔스(Mauritius)와 엔드라흐트(Eendracht)를 위한 정박지를 필리핀 마닐라만(Manila Bay) 코레히도르 섬(Corregidor Island) 주변에 건설하였다. 스페인인들의 시각에 의하면, 판 노르트는 여기서 해적 활동을 수행하여, 마닐라(Manila)를 왕래하는 항로를 노렸다. 1600년 12월 14일, 필리핀 포춘섬(Fortune Island) 해전을 끝으로 이러한 상황은 마무리되었다. 스페인인들은 기함(flagship)인 갈레온(galleon)함 산디에고(San Diego)를 잃었다.(1992년 산디에고 호의 난파 잔재가 발굴되었고 도자기와 금괴 등이 발견되었다.) 그러나 스페인인들은 엔드라흐트를 나포하였는데, 이로 인해 판 노르트는 견디지 못하고 필리핀제도로부터 철수하였다.
판 노르트는 248명 선원 중 최종적으로 생존한 45명의 선원과 하나 남은 선박 모리셔스 호를 이끌고 네덜란드령 동인도(Dutch East Indies)와 희망봉(Cape of Good Hope)을 경유, 1601년 8월 26일 로테르담으로 귀환하였다. 그의 모험은 간신히 본전을 거두었지만 이후 원정에 대한 영감을 불어넣어 주었다. 몇 달 후, 네덜란드 동인도 회사(英 : Dutch East India Company, 和 : Vereenigde Oostindische Compagnie, VOC)가 조직되었다.
판 노르트의 항해는 한스 코닝(Hans Koning)의 동화책  『황금 열쇠(The Golden Keys)』 (Doubleday 출판사, 1956, 1970)를 통하여 소설화되기도 하였다.